# Dalmát nyelv
A dalmát nyelv egy kihalt újlatin nyelv, amely a mai Horvátország és Montenegró partmenti területein létezett. A beszélők a partmenti városokban (Zára, Trogir, Split, Dubrovnik és Kotor) és szigeteken (Krk, Cres és Rab) éltek. E szigetek és városok mindegyikének megvolt a saját nyelvváltozata. A dalmátok horvátokba való beolvadásának fő előidézője a török hódítás volt. Előbb Boszniából, majd a 16. században a meghódított horvátországi részekből is tömegesen menekültek a horvátok a dalmát területekre és a szigetekre, ahol aránylag jobban védve voltak a török támadásoktól. A dalmátok fokozatosan kezdtek a horvátokba asszimilálódni.

## Nyelvjárások
Szinte minden városnak, kistérségnek megvolt a maga dialektusa. Sajnálatos módon, mire feljegyezhették volna őket, eltűntek. Legtöbbjükből az összes nyelvemlék, ami ránk maradt, kimerül pár, a helyi horvát nyelvjárásba beépült szóban.
Két nyelvjárásról vannak pontosabb információink:
- vegliot: egy északi nyelvjárás, amit a Krk szigeten beszéltek;
- ragúzai: egy déli nyelvjárás, amit Raguza környékén beszéltek.

Egyenként nagyjából 500 év fejlődési utat jártak be széttagolódásuk óta. A többi dialektusról sajnos semmi konkrétat nem tudunk, kihaltak, mielőtt a tudomány megismerhette volna őket. Mindössze annyi biztos, hogy zárai nyelvjárás a velencei befolyás hatására szűnt meg létezni, a többi dialektus beszélői pedig fokozatosan beolvadtak a környező szláv népekbe.

### Ragúzai
A ragúzai az egyik déli nyelvjárás. A neve Dubrovnik latin elnevezéséből (Ragusa) származik. A nyelvjárást mindössze két levélből, 1325-ből és 1397-ből, valamint egyéb középkori szövegfoszlányokból ismerjük. A fent említett forrásokból nagyjából 260 ragúzai szó maradt fenn, úgymint: pen (kenyér), teta (apa), chesa (ház) és fachir (csinálni); a szavak feljegyzésében egy Dubrovnikban élő olasz tanár, Fillipo Diversi is nagy szerepet játszott.
A források megemlítik, hogy Ragúza (Dubrovnik) hatalma az idő során meggyengült, tengeri flottája fogyatkozott, ami valószínűleg szlávokkal való ellentétnek volt köszönhető. A dalmát nyelv is teret vesztett a horvát terjeszkedéstől. A szenátus megvédendő a lingua veteri ragusea-t (ősi ragúzai nyelv) megtiltotta a lingua sclava (horvát) használatát, de ennek ellenére a 16. századra a ragúzai végleg kihalt.

### Vegliot
A vegliot (saját nevén: viklasun) az egyik északi nyelvjárás. A neve a Krk sziget olasz nevéből (Veglia) származik. A szigetről az első feljegyzések a 4. század elejéről származnak. Krk akkori neve Splendissima Civitas Curictarum volt, aminek Curictarum szavából származik a horvát Krk név. Az olasz név pedig a latin vecla > vegla > veglia szóból származik, melynek jelentése „öreg város”.
Az utolsó dalmátul beszélő ember Tuone Udaina (olaszul: Antonio Udina) volt, akit egy anarchista bombája ölt meg 1898-ban. Egy olasz tanárember, Matteo Giulio Bartoli 1897-ben látogatta meg Antoniót, aki nagyjából 2800 dalmát szót, és számos dalmát nyelvű történetet osztott meg vele. Bartoli ezt pár évvel később publikálta. Ez a mű az egyetlen teljes forrásunk a dalmát nyelv szókincséről és nyelvtanáról.

## Története
I. e. 180 körül a dalmát törzsek önálló országot alapítottak, melynek Delminium (ma Županja) volt középpontja. A rómaiak kr. e. 156-ban meghódították Delminiumot, a provincia parti része hamar romanizálódott. Barbár támadások után 610 és 640 táján több avar hadjáratot a déli szláv törzsek végleges betelepedése követett. Ezután a horvát nyelv és bosnyák nyelv fokozatosan elemésztette, az 1500-as években az Oszmán Birodalom által meghódított horvátországi részekből tömegesen menekültek a horvátok a dalmát területekre és a szigetekre, ami megpecsételte a kisebbségben lévő nyelv sorsát. De a dalmátok, a horvátokhoz hasonlóan éppúgy sokat szenvedtek a törökök támadásaitól, elsősorban a védtelen szárazföldi falvakban, a horvát betelepülésen kívül a véres török betörések is hozzájárultak a beszélők számának csökkenéséhez. A dalmátok fokozatosan a horvátokba asszimilálódtak.

## Tulajdonságai
A dalmát nyelv hidat képez az itáliai-nyugati és keleti újlatin nyelvek között, bár a nyugati ághoz egyértelműen sokkal közelebb áll, pár hangtani sajátossága a román nyelvhez is köti. Ennek ellenére világosan elkülöníthető, és csak viszonylag távoli rokonságban van a közelében lévő keleti újlatin nyelvekkel, mint amilyen az isztro-román is.
A dalmát számos archaikus latin vonást megőrzött, pl.: a szárddal (ami hangtanilag legkonzervtívabb újlatin nyelv) egyetemben nem palatizálja a /k/-t és /g/-t az /e/ és /i/ előtt: cenare > Vegliot: kenur (ebédelni)

### Hasonlóságai a románnal
A román és dalmát között van néhány hasonlóság, ami rajtuk kívül egyetlen más újlatin nyelvre sem jellemző.
Néhány hangváltozás, mely csak bennük található meg:
| Forráshang | Célhang | Latin    | Vegliot | Román  | Olasz   | Jelentés |
| ---------- | ------- | -------- | ------- | ------ | ------- | -------- |
| /kt/       | /pt/    | octo     | guapto  | opt    | otto    | nyolc    |
| /gn/       | /mn/    | cognatus | comnut  | cumnat | cognato | rokon    |
| /ks/       | /ps/    | coxa     | copsa   | coapsa | coscia  | comb     |

Az alábbi szavak semmilyen más újlatin nyelvben sem találhatóak meg:
- *EX-COTERE > román 'scoate', dalmát 'skutro' (elvinni).
- Lat. SINGULUS > dalmatian sanglo, román singur (egyedül), a többi újlatin nyelv a solus különböző formáit használja.

### Szókincse
A dalmátok megtartották a városi élettel kapcsolatos latin szavak nagy részét, hiszen többségük Rómából érkező telepes volt. A legnagyobb befolyást egy másik újlatin nyelv, a velencei nyelv gyakorolta a dalmát szókincsre, amely a híres velencei kereskedők befolyása révén került a nyelvbe.

### Nyelvtana
A dalmát nyelvben izoláló tendencia mutatkozik meg. A főnevek és melléknevek elkezdték elveszteni a nem és szám szerinti flexiójukat. Az igék megtartották a szám és személy szerinti ragozást, viszont már ez is hiányos volt, például nem volt számbeli megkülönböztetés a harmadik személyben, akárcsak a románban és bizonyos délolasz dialektusokban. A határozott névelő a dalmátban a legtöbb újlatin nyelvéhez hasonlóan a főnév előtt áll, szemben a románnal, ahol a főnévhez simulószóként kapcsolódik.

## Nyelvi példák
A Miatyánk latinul, dalmátul, olaszul, isztrorománul és románul:
| Latin                                           | Dalmát                                                    | Olasz                                                  | Isztroromán                                       | Román                                                   |
| ----------------------------------------------- | --------------------------------------------------------- | ------------------------------------------------------ | ------------------------------------------------- | ------------------------------------------------------- |
| Pater noster, qui es in caelis:                 | Tuota nuester, che te sante intel sil,                    | Padre nostro, che sei nei cieli,                       | Ciace nostru car le şti en cer,                   | Tatăl nostru care eşti în ceruri,                       |
| sanctificetur Nomen Tuum;                       | sait santificuot el naun to.                              | sia santificato il tuo nome.                           | neca se sveta nomelu teu.                         | sfiinţească-se numele tău.                              |
| adveniat Regnum Tuum;                           | Vigna el raigno to.                                       | Venga il tuo regno.                                    | Neca venire craliestvo to.                        | Vie împărăţia ta.                                       |
| fiat voluntas Tua, sicut in caelo, et in terra. | Sait fuot la voluntuot toa, coisa in sil, coisa in tiara. | Sia fatta la tua volontà, come in cielo così in terra. | Neca fie volia ta, cum en cer, aşa şi pre pemint. | Facă-se voia ta, precum în cer, aşa şi pe pământ.       |
| Panem nostrum cotidianum da nobis hodie;        | Duote costa dai el pun nuester cotidiun.                  | Dacci oggi il nostro pane quotidiano                   | Pera nostre saca zi de nam astez.                 | Pâinea noastră cea de toate zilele dă-ne-o nouă astăzi. |
| et dimitte nobis debita nostra,                 | E remetiaj le nuestre debete,                             | E rimetti a noi i nostri debiti,                       | Odproste nam dutzan,                              | şi ne iartă nouă păcatele noastre,                      |
| Sicut et nos dimittimus debitoribus nostris;    | coisa nojiltri remetiaime a i nuestri debetuar.           | come noi li rimettiamo ai nostri debitori.             | ca şi noi odprostim a lu nostri dutznici.         | precum şi noi iertăm greşiţilor noştri.                 |
| et ne nos inducas in tentationem;               | E naun ne menur in tentatiaun,                            | E non ci indurre in tentazione,                        | Neca nu na tu vezi en napastovanie,               | Şi nu ne duce pe noi în ispită,                         |
| sed libera nos a Malo.                          | miu deleberiajne dal mal.                                 | ma liberaci dal male.                                  | neca na zbăveşte de zvaca slabe.                  | ci ne mântuieşte de cel rău.                            |